# Aetolia-Acarnania
Aetolia-Acarnania (græsk: Αιτωλοακαρνανία, Aitoloakarnanía, Græsk udtale: [etolo.akarnaˈɲi.a]) er en af de regionale enheder i Grækenland. Den er en del af periferien Vestgrækenland. Den er en kombination af de historiske regioner i Aetolia og Acarnania, og er landets største regionale enhed. Dens hovedstad er Missolonghi af historiske årsager, men den største by og økonomiske centrum er Agrinio. Området er nu forbundet med halvøen Peloponnes via Rio-Antirio-broen. De omkringliggende regionale enheder er Arta i Epirus, der grænser op til Karditsa i Thessalien, Evrytania mod nordøst og Fokis mod øst.

## Geografi
Bjerge dominerer nord, nordøst, vest og sydøst, især i Acarnanien. Den længste og vigtigste flod er Acheloos, der ender som et delta i vådområder mod sydvest i en rig frugtbar dal. Den næst længste er Evinos; andre omfatter Ermitsa, Inachos og Mornos (på grænsen til Fokis). Den regionale enhed udelukker øerne mod vest, da de tilhører de regionale enheder i Kefalonia og Ithaca. Der er et reservoir og en sø i dens centrale del. Områdets mange bjerge spænder over Panaitoliko mod nordøst og Acarnaniabjergene, Valtou- og Makrynoros-bjergene i nord, Nafpaktia -bjergene i sydøst, Arakynthos og Kravara i syd.
I området ligger søerne Amvrakia, Lysimachia, Ozeros og Trichonida, og de kunstige søer og reservoirer Kastraki, Kremasta, den største sø i Grækenland siden oprettelsen i 1970 og Stratos . To laguner findes i den sydlige del af den regionale enhed: Missolongi og Aitoliko. Det laveste sted i Grækenland findes i det vestlige Aetolia-Acarnania, cirka 10 meter under havets overflade.

## Administration
Den regionale enhed Aetolien-Acarnanien er opdelt i 7 kommuner. Disse er (numrene svarer til kortet i infoboksen):
- Agrinio (2)
- Aktio-Vonitsa (3)
- Amfilochia (4)
- Messolonghi (1)
- Nafpaktia (6)
- Termo (5)
- Xiromero (7)

### Præfektur
Som en del af Kallikratis-regeringsreformen i 2011 blev den regionale enhed Aetolien-Acarnanien oprettet ud fra det tidligere præfektur Aetolien-Acarnanien (græsk: Νομός Αιτωλοακαρνανίας). Præfekturet havde samme udstrækning som den nuværende regionale enhed. Samtidig blev kommunerne omorganiseret i henhold til nedenstående tabel.
| Ny kommune                | Gamle kommuner | Sæde        |
| ------------------------- | -------------- | ----------- |
| Agrinio                   | Agrinio        | Agrinio     |
| Agrinio                   | Angelokastro   | Agrinio     |
| Agrinio                   | Arakynthos     | Agrinio     |
| Agrinio                   | Thestieis      | Agrinio     |
| Agrinio                   | Makryneia      | Agrinio     |
| Agrinio                   | Neapoli        | Agrinio     |
| Agrinio                   | Panaitoliko    | Agrinio     |
| Agrinio                   | Paravola       | Agrinio     |
| Agrinio                   | Parakampylia   | Agrinio     |
| Agrinio                   | Stratos        | Agrinio     |
| Aktio-Vonitsa             | Anaktorio      | Vonitsa     |
| Aktio-Vonitsa             | Medeon         | Vonitsa     |
| Aktio-Vonitsa             | Palairos       | Vonitsa     |
| Amfilochia                | Amfilochia     | Amfilochia  |
| Amfilochia                | Inachos        | Amfilochia  |
| Amfilochia                | Menidi         | Amfilochia  |
| Messolonghi ( Mesolongi ) | Messolonghi    | Messolonghi |
| Messolonghi ( Mesolongi ) | Aitoliko       | Messolonghi |
| Messolonghi ( Mesolongi ) | Oiniades       | Messolonghi |
| Nafpaktia                 | Naupactus      | Naupactus   |
| Nafpaktia                 | Antirrio       | Naupactus   |
| Nafpaktia                 | Apodotia       | Naupactus   |
| Nafpaktia                 | Platanos       | Naupactus   |
| Nafpaktia                 | Pyllini        | Naupactus   |
| Nafpaktia                 | Chalkeia       | Naupactus   |
| Thermo                    | Thermo         | Thermo      |
| Xiromero                  | Astakos        | Astakos     |
| Xiromero                  | Alyzia         | Astakos     |
| Xiromero                  | Fyies          | Astakos     |